# Znak (heraldika)

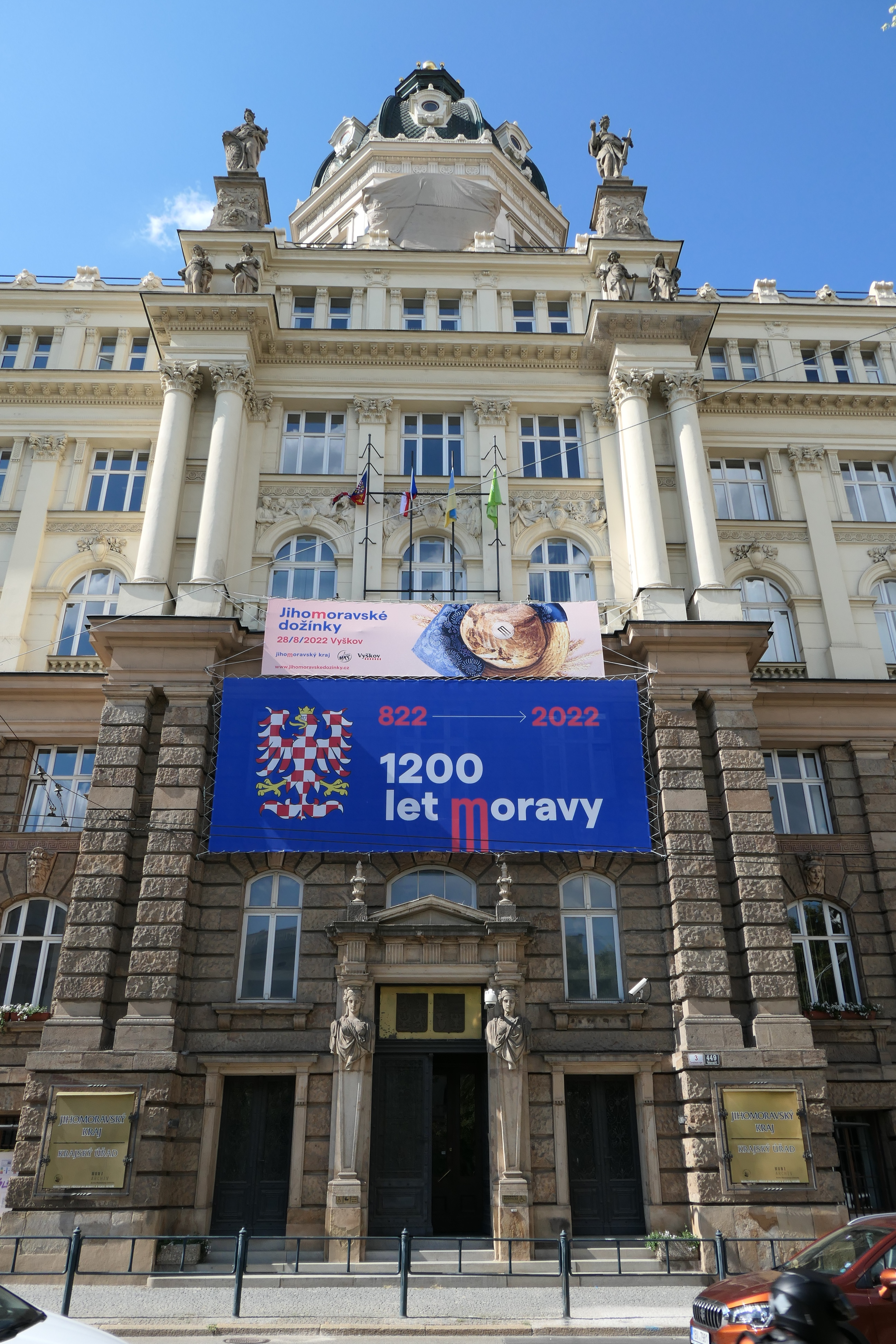
Transparent s figurou moravské orlice (viz moravský znak) umístěný na budově Nového zemského domu v Brně

Znak je trvalé nedědičné znamení ve štítě vytvořené podle ustálených heraldických pravidel na základě vžitého nebo uděleného práva. Reprezentuje, identifikuje a zpravidla charakterizuje určitou územní jednotku – obec, město, zemi (zemský znak), stát či jiné územní společenství – nebo se vztahuje k fyzické či právnické osobě (panovník, město, cech).
V češtině často dochází k záměně pojmu znak s pojmem erb. Zatímco erb (z něm. der Erbe, dědic) chápe heraldika jako znamení dědičné v rámci vlastního rodu, znak je znamení nedědičné, vycházející nejčastěji z funkce majitele a identifikující majitele, případně je znamením určitého úřadu, společenství atd. 
Lze tedy hovořit o znaku biskupa či znaku biskupství, ale o erbu šlechtice.
Oba heraldické prvky – erb i znak – zastávají funkci identifikační (dokumentární), prestižní a dekorační.